# Saint-Aubin-du-Plain
Saint-Aubin-du-Plain és un municipi francès situat al departament de Deux-Sèvres i a la regió de la Nova Aquitània. L'any 2007 tenia 519 habitants.

## Demografia

### Població
El 2007 la població de fet de Saint-Aubin-du-Plain era de 519 persones. Hi havia 197 famílies de les quals 37 eren unipersonals (12 homes vivint sols i 25 dones vivint soles), 78 parelles sense fills, 74 parelles amb fills i 8 famílies monoparentals amb fills.
La població ha evolucionat segons el següent gràfic:
Habitants censats

### Habitatges
El 2007 hi havia 217 habitatges, 198 eren l'habitatge principal de la família, 8 eren segones residències i 10 estaven desocupats. 211 eren cases i 3 eren apartaments. Dels 198 habitatges principals, 157 estaven ocupats pels seus propietaris, 40 estaven llogats i ocupats pels llogaters i 1 estava cedit a títol gratuït; 5 tenien dues cambres, 20 en tenien tres, 27 en tenien quatre i 147 en tenien cinc o més. 166 habitatges disposaven pel capbaix d'una plaça de pàrquing. A 86 habitatges hi havia un automòbil i a 99 n'hi havia dos o més.

### Piràmide de població
La piràmide de població per edats i sexe el 2009 era:
| Homes | Edats   | Dones |
| ----- | ------- | ----- |
| 0     | 95 o +  | 0     |
| 0     | 90 a 94 | 0     |
| 0     | 85 a 89 | 0     |
| 0     | 80 a 84 | 0     |
| 16    | 75 a 79 | 8     |
| 12    | 70 a 74 | 4     |
| 20    | 65 a 69 | 12    |
| 8     | 60 a 64 | 16    |
| 16    | 55 a 59 | 8     |
| 24    | 50 a 54 | 16    |
| 20    | 45 a 49 | 24    |
| 20    | 40 a 44 | 20    |
| 28    | 35 a 39 | 28    |
| 12    | 30 a 34 | 20    |
| 32    | 25 a 29 | 8     |
| 36    | 20 a 24 | 32    |
| 12    | 15 a 19 | 20    |
| 12    | 10 a 14 | 32    |
| 24    | 5 a 9   | 16    |
| 24    | 0 a 4   | 24    |

## Economia
El 2007 la població en edat de treballar era de 330 persones, 256 eren actives i 74 eren inactives. De les 256 persones actives 232 estaven ocupades (120 homes i 112 dones) i 24 estaven aturades (9 homes i 15 dones). De les 74 persones inactives 35 estaven jubilades, 27 estaven estudiant i 12 estaven classificades com a «altres inactius».

### Ingressos
El 2009 a Saint-Aubin-du-Plain hi havia 213 unitats fiscals que integraven 570 persones, la mediana anual d'ingressos fiscals per persona era de 17.210 €.

### Activitats econòmiques
Dels 20 establiments que hi havia el 2007, 3 eren d'empreses de fabricació de material elèctric, 1 d'una empresa de fabricació d'altres productes industrials, 3 d'empreses de construcció, 4 d'empreses de comerç i reparació d'automòbils, 4 d'empreses de transport, 2 d'empreses d'hostatgeria i restauració, 1 d'una empresa financera i 2 d'empreses de serveis.
Dels 4 establiments de servei als particulars que hi havia el 2009, 1 era un establiment de lloguer de cotxes, 1 lampisteria, 1 electricista i 1 restaurant.
L'únic establiment comercial que hi havia el 2009 era una botiga de menys de 120 m².
L'any 2000 a Saint-Aubin-du-Plain hi havia 24 explotacions agrícoles que ocupaven un total de 1.155 hectàrees.

## Equipaments sanitaris i escolars
El 2009 hi havia 2 escoles elementals.

## Poblacions més properes
El següent diagrama mostra les poblacions més properes.